# لاري ماسون
لاري ماسون (بالإنجليزية: Larry Mason)‏ هو لاعب كرة قدم أمريكية أمريكي، ولد في 21 مارس 1961.